# Franco Ruault
Franco Ruault (* 1969 in Hohenems, Österreich) ist ein Politikwissenschaftler mit den Forschungsschwerpunkten sexualisierte Gewaltformen im Nationalsozialismus und NS-Pressegeschichte.

## Leben
Er studierte Politikwissenschaft, Zeitgeschichte und Medienforschung an der Universität Innsbruck, wo er mit der Dissertation „Rassenschande“. Antisemitische Sexualphantasien und Verfolgungspraktiken 1920-1935 promoviert wurde.
Ruaults Hauptinteresse gilt der Erforschung des Lebens und Wirkens des Nürnberger Gauleiters und Herausgebers der antisemitischen Hetzzeitschrift Der Stürmer, Julius Streicher.
In seiner ersten Studie Neuschöpfer des deutschen Volkes – Julius Streicher im Kampf gegen „Rassenschande“(2006) analysiert Ruault Streichers Wirken als „Schrittmacher“ für die Ausgrenzung und Verfolgung der Juden in Deutschland. Aus patriarchatskritischer Perspektive verfolgt Ruault Streichers Lebensweg bis zur Verkündung der so genannten „Nürnberger Blutschutzgesetze“ 1935.
Auf der Basis einer gründlichen Erforschung von Julius Streichers Lebensweg analysiert Ruault in Fallstudien die Grundlagen und Voraussetzungen für den Erfolg Streichers mit seiner Propaganda gegen „Rassenschande“. Dazu rekonstruiert Ruault die Vorgangsweise Streichers um die Ausgrenzung und Entrechtung der Juden in Deutschland zu forcieren. Diese umfassen Studien aus der Frühzeit der Judenverfolgung in Nürnberg Anfang der 1920er Jahre, aber auch die berüchtigten „Prangeraktionen“ gegen „jüdische Rassenschänder“ in Breslau 1935.
In der Folgestudie Tödliche Maskeraden – Julius Streicher und die „Lösung der Judenfrage“  (2009) konzentriert sich Ruault auf eine grundlegende Analyse des antijüdischen Feindbildes des „jüdischen Rassenschänders“, wiederum aus einer patriarchatskritischen Perspektive.
Ruault zeichnet darin Julius Streichers Lebensweg vom naturverbundenen Rassenfanatiker hin zum Propagandisten des Holocaust.
Ruaults Ansatz, wonach die machtstrategische Funktion der nationalsozialistisch forcierten Judenfrage in einer Restitutionsstrategie des im Niedergang begriffenen patriarchalen Herrschaftssystems bestehe, rückt den Geschlechteraspekt ins Zentrum seiner Aufmerksamkeit. Und zwar in seiner Analyse der antijüdischen Feindbilder und den Verfolgungsformen, insbesondere den berüchtigten „Prangeraktionen“. In seinem Aufsatz Für eine Liebe so bestraft – das Ritual öffentlicher Haarscherungen an „ungehorsamen“ Frauen führt Ruault seine Kernthese am Beispiel einer Verfolgungsgeschichte in Ulm aus. Eine junge Frau hatte sich 1941 in einen französischen Kriegsgefangenen verliebt und geriet damit in die Fänge der Gestapo, die sie schließlich auf entwürdigende Weise öffentlich diffamierte und das Haar öffentlich scherten.
Den theoretischen Hintergrund für diese Fallgeschichte nationalsozialistischer Verfolgung an so genannten „ungehorsamen“ Frauen liefert Ruault in seinem Aufsatz Der Hexenjäger als Staatstechniker – Heinrich Himmler und der „H-Sonderauftrag“. In dieser Arbeit untersucht Ruault die seltsame Faszination des Reichsführer SS, Heinrich Himmler, für die Hexenverfolgungen. In dem streng geheim gehaltenen „H-Sonderauftrag“ beauftragte Himmler zahlreiche Forscher mit der Sammlung und Dokumentation von Folterpraktiken und Verfolgungsgeschichten von als „Hexen“ beschuldigten Frauen. Himmler konstruierte damit, wie Ruault aufzeigt, eine vermeintlich „jüdische“ Unterdrückungs- und Verfolgungsgeschichte gegen deutsche Frauen und bezeichnete die Juden als Initiatoren der neuzeitlichen Hexenverfolgungen.
In seiner aktuellen Studie Geschäftsmodell Judenhass. Martin Hilti – „Volksdeutscher“ Unternehmer im Fürstentum Liechtenstein 1939-1945  untersucht Ruault das Leben und Wirken des Liechtensteiner Industriellen und Gründer des heutigen Weltkonzerns Hilti AG, Martin Hilti (1915–1997).  Martin Hilti wird darin als einer der aggressivsten Verfechter des Nationalsozialismus im Fürstentum gezeichnet, der im berüchtigten Liechtensteiner Hetzblatt „Der Umbruch“ Juden denunzierte, verhöhnte und verspottete. Ruault widmet sich damit einem der zentralen Tabus in der liechtensteinischen Wirtschaftsgeschichte. Denn der Judenhass von Martin Hilti war der politische Preis für den Aufbau des Unternehmens, wie Ruault detailliert aufzeigt. Allzu bereitwillig war Martin Hilti als überzeugter Nationalsozialist zur Unterstützung von Gestapo und SD angetreten, um auf dem Rücken der verhöhnten und bedrohten Juden in Liechtenstein sein Unternehmen aufzubauen. Der Aufbau der so genannten „Maschinenbau Hilti oHG“ Anfang der 1940er Jahre war dem radikalökonomischen Judenhass von Martin Hilti geschuldet, wie Ruault aufzeigt.
Der Autor arbeitet als Kommunikationsberater und Ansprechpartner für die Concepta Werbe AG in St. Gallen.

## Publikationen
- Geschäftsmodell Judenhass. Martin Hilti – „Volksdeutscher“ Unternehmer im Fürstentum Liechtenstein 1939-1945, Peter Lang Verlag, Frankfurt am Main 2016
- Tödliche Maskeraden. Julius Streicher und die „Lösung der Judenfrage“, Peter Lang Verlag, Frankfurt am Main 2009
- „Neuschöpfer des deutschen Volkes“. Julius Streicher im Kampf gegen „Rassenschande“, Peter Lang Verlag, Frankfurt am Main 2005

### Aufsätze
- „Für eine Liebe so bestraft“ – Das Ritual öffentlicher Haarscherungen an „ungehorsamen“ Frauen, in: Edwin Ernst Weber (Hg.), Opfer des Unrechts: Stigmatisierung, Verfolgung und Vernichtung von Gegnern durch die NS-Gewaltherrschaft an Fallbeispielen aus Oberschwaben, Ostfildern 2009 (Thorbecke Verlag).
- Der Hexenjäger als Staatstechniker – Heinrich Himmler und der „H-Sonderauftrag“, in: Aufbruch aus dem Patriarchat – Wege in eine neue Zivilisation? Hgg. von Projektgruppe Zivilisationskritik, Frankfurt am Main 2009 (Peter Lang Verlag).